# Slusseneländet
Slusseneländet (även Slusseländet) är ett bevingat ord som ursprungligen var en beskrivning av den besvärliga trafiksituationen vid Slussen i Stockholm innan den nya trafikanläggningen stod färdig 1935.
Ibland återanvänds benämningen för de skador, tekniska och miljömässiga problem som uppstått i Slussen under 2000-talet eller problem som relaterar till byggprojektet Projekt Slussen.

## Historik

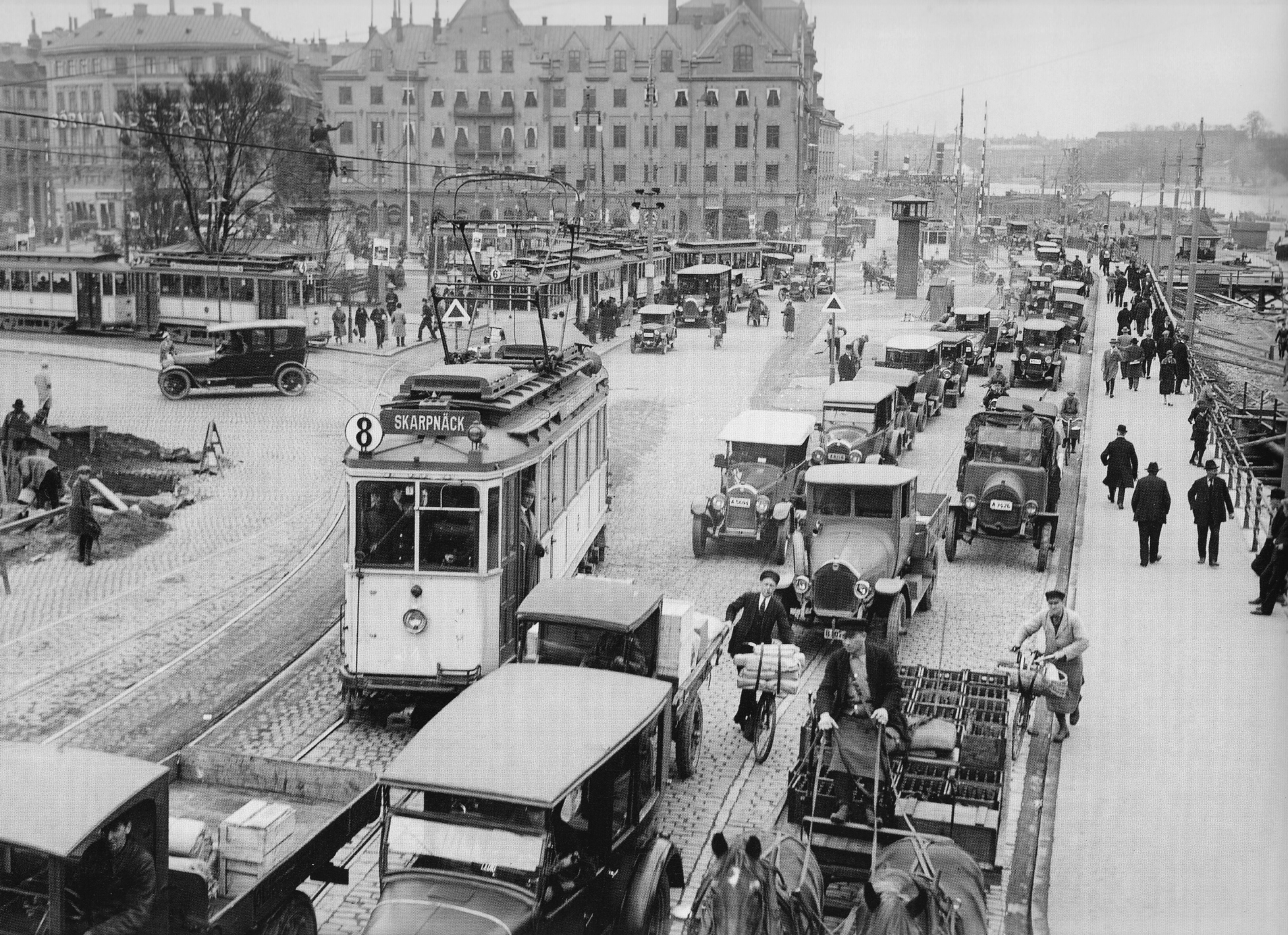
Kö på Östra Slussgatan 1927.

På 1920-talet uppstod det så kallade "Slusseneländet". Både båt- och biltrafiken ökade och Slussen var den enda vägen för fartyg som skulle passera staden i öst-västlig riktning och för gatutrafik inklusive spårvagnar i nord-sydlig riktning. Vid broöppningar kunde fordon få köa i flera timmar. När Hammarbyleden öppnades 1929 behövde broarna inte längre öppnas så ofta, men trafikproblemen fanns kvar på grund av den kraftigt ökande biltrafiken.
I mars 1931 beslöt Stockholms stadsfullmäktige att anslå erforderliga medel till en ombyggnad av slussområdet i enlighet med det förslag som framlagts av 1930 års trafikkommitté. I början av 1930-talet revs stora delar av den äldre bebyggelse som flankerade Nils Ericsons sluss, och den nuvarande slussen, Karl-Johansslussen, byggdes. Den placerades mellan de två tidigare slussarna och invigdes den 15 oktober 1935 av kung Gustaf V. Nuvarande klöverbladsformade "trafikkarusell" invigdes samtidigt och avslutade Slusseneländet.